# Oleksiivka, Mala Vîska
Oleksiivka (în ucraineană Олексіївка) este un sat în comuna Mareanivka din raionul Mala Vîska, regiunea Kirovohrad, Ucraina.

## Demografie
Componența lingvistică a localității Oleksiivka
     Ucraineană (90,18%)
     Rusă (2,68%)
     Română (1,34%)
     Belarusă (1,34%)
Conform recensământului din 2001, majoritatea populației localității Oleksiivka era vorbitoare de ucraineană (90,18%), existând în minoritate și vorbitori de rusă (2,68%), română (1,34%) și belarusă (1,34%).